# 路易斯·布林森
路易斯·拉蒙特·布林森（英語：Lewis Lamont Brinson，1994年5月8日—），為美國職棒大聯盟的外野手，目前為自由球員。他先前曾效力過釀酒人、馬林魚、巨人，以及日職的讀賣巨人等隊。

## 職業生涯

### 德州遊騎兵
2012年美國職棒大聯盟選秀，遊騎兵在第一輪選進布林森。該年他在亞利桑那秋季聯盟打球，打擊率2成83，7轟。2013年他升上1A，他在1A的打擊率為2成37，21轟。2014年升上高階1A，打擊率2成88，13轟。2015年，他先待在高階1A，季中被升上2A，後來再被升上3A。合計該年他在三個聯盟的打擊率為3成32，20轟。2016年，他受邀參加遊騎兵春訓。春訓結束後他從2A開季。

### 密爾瓦基釀酒人
2016年8月1日，遊騎兵用布林森、Luis Ortiz和一名日後指定球員向釀酒人交易強納森·路克羅伊和Jeremy Jeffress。2016年他都待在3A。整年打擊率2成68，15轟61分打點。他也在球季結束後進入球隊的40人名單。
2017年6月10日，布林森登上大聯盟。該年他出賽21場，打擊率僅1成06，擊出1支全壘打。

### 邁阿密馬林魚
2018年1月25日，釀酒人將布林森、伊桑·迪亞茲、Monte Harrison和山本喬丹交易至馬林魚，換來克里斯蒂安·葉力奇。大聯盟官網將布林森評為馬林魚隊最有潛力的新秀。2018年3月25日，馬林魚宣布布林森會進入開季名單。2019年4月30日，他短暫被下放至小聯盟。不過8月5日又重返大聯盟。
2020年，布林森的打擊率首度突破2成，並敲出3轟與12分打點。這年馬林魚透過賽季改制進入季後賽，但布林森6個打數都沒有敲出安打。2021年，布林森進入開幕戰先發名單。球季結束後，他遭到球隊指定讓渡。11月30日，布林森成為自由球員。

### 舊金山巨人
2022年3月12日，布林森先和太空人簽下小聯盟合約。他在小聯盟繳出2成99的打擊率，並敲出22轟，之後他被交易到巨人，並在9月重返大聯盟。

## 外部連結
- 球員資訊和成績在MLB ，ESPN ，Retrosheet ，Baseball Reference ，Baseball Reference (Minors) ，Fangraphs ，The Baseball Cube （英文）
- 路易斯·布林森的X（前Twitter）